# 토마스 링케
토마스 링케(독일어: Thomas Linke, 1969년 12월 26일 ~ )는 독일의 은퇴한 축구 선수이며, 포지션은 센터백이었다.
1969년에 동독에서 태어난 그는 1992년부터 FC 샬케 04에서 활약하다가 1998년 FC 바이에른 뮌헨에서 활약하였다.
그가 국가대표팀에 선발된 것은 27세 때이다. 이후 2002년 FIFA 월드컵에서 사우디아라비아와의 경기에서 팀의 6번째 골을 성공시키는 등(경기는 독일의 8:0 승)의 활약을 하였다. 대회의 준우승 이후 2004년 대표팀에서 은퇴하였다.
이후 2007-08 시즌을 끝으로 소속팀에서도 은퇴를 선언하였다.

## 클럽 경력

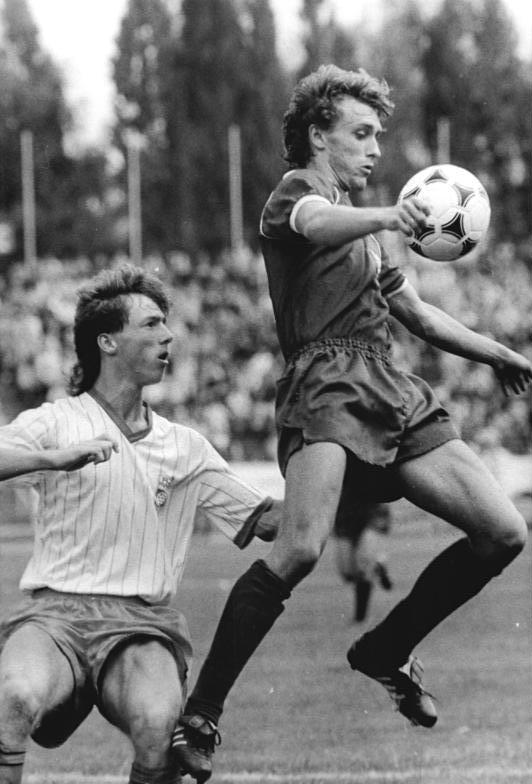
로트바이스 에르푸르트 활약 시절의 링케 (왼쪽)

### 초기 경력/샬케
튀링겐주 죄메르다에서 태어난 링케는 1977년 지방 클럽 BSG 로보르톤 죄메르다와 함께 축구를 하기 시작하였다. 1983년 그는 FC 로트바이스 에르푸르트로 이적하여 결국 1989년 첫 팀으로 돌파하였고, 후기에 그는 동독 오베르리가에서 활약하여 경험을 얻는 기회를 가졌다.
경연의 마지막 해에 3위를 한 후에 클럽은 새롭게 합동으로 2위로 들어갔다. 독일의 재통일의 일부로서 1991년 분데스리가로 들어간다. 링케는 시즌을 통하여 출발 선수였으나 또한 UEFA컵에서 4개의 경기들에 나오는 동안에 최후적으로 하위급으로 격하로부터 방지할 수 없었다.
독일컵에서 로트바이스 에르푸르트가 FC 샬케 04에 우승을 거두는 동안에 후기의 팀의 지배력은 링케를 알아보고 다가오는 캠페인을 위하여 그를 계약하였다. 그는 빠르게 출발 정렬로 자신의 길을 얻어 1992년부터 1998년까지 로열 블루스를 위하여 175개의 분데스리가 경기들에 나왔으며 1992년 9월 1일 SV 베르더 브레멘을 상대로 0 대 0으로 비긴 경기에 그의 데뷔가 왔다.
FC 샬케와 함께 자신의 재직 기간 동안에 링케의 최고 성취는 1996-97 UEFA컵에서 인테르나치오날레에 우승한 페널티슛이었다. 그는 승리적 득점이 있는 동안에 그는 11개의 매치들에 나와 2번이나 득점하였다.

### 바이에른 뮌헨
1998년 링케는 국가적 거인팀 FC 바이에른 뮌헨에 입단하여 자신의 프로 경력의 가장 성공적 연속을 경험하였다. 자신의 첫 시즌에 그는 11월 7일 TSV 1860 뮌헨에 3 대 1로 우승한 경기에서 자신의 첫 골을 득점하였으나 맨체스터 유나이티드를 상대로 이름난 UEFA 챔피언스리그 결승전에서 또한 출발 선수이기도 하였다.
챔피언스 리그와 인터콘티넨털컵의 2001년 판으로 추가에서 바이에른 뮌헨과 함께 링케는 5개의 리그, 3개의 독일컵과 4개의 리그컵을 우승하였다. 전 팀의 결승전에서 발렌시아 CF를 상대로 슛아웃에서 자신의 팀에 승리를 주는 데 마지막 페널티를 득점하였다.
바이에른 뮌헨에 처음으로 입단한 이래 링케가 수비의 중앙에서 자신의 출발 장소에 매달릴 수 없던 것을 예언한 다수의 비판이 내려졌다. 그는 지속적으로 인상을 주며 자신의 비판들이 잘못됐다는 것을 증명하려고 그것을 요점으로 만들었다. 자신의 마지막 해까지 감독 펠릭스 마가트 아래 크로아티아의 로베르트 코바치에게 자신의 출발 선수 역할을 끝내지 않았으며 11개의 경기들 만에 나왔으나 또다른 리그의 정복에 도움을 주었다.

### 레드불 잘츠부르크
2005-06 시즌의 시작에 35세의 나이로 링케는 오스트리아 분데스리가로 이적되면서 자신의 선수 경력을 넓히는 데 결정하여 전 바이에른 뮌헨 동료 선수 알렉산더 치클러 사이에 새롭게 근대화한 FC 레드불 잘츠부르크와 연결되었다. 팀에 도착한 후 곧 그는 팀의 주장으로 임명되었고, 정규적 대회 선수가 되었다. 자신의 2번째 시즌 동안에 그는 리그를 우승하며 자신의 넓은 수집으로 은그릇의 마지막 조각 하나를 추가하였으며 2007년 5월 3일 클럽은 그의 시초적 2년 계약이 넓혀지지 않을 것이라고 그에게 정보를 주었다.
6월 13일 거의 38세의 나이로 링케는 바이에른으로 돌아가는 데 동의하여 3번째 디비전에서 클럽의 아마추어 사이드와 연결되었다. 2008년 초기에 그는 레드불 잘츠부르크에 재입단하여 축구 관리인 하인츠 호흐하우저의 보조인을 지내며 선수 생활로부터 은퇴하였다.

## 국제 경력
독일 축구 국가대표팀과 함께 링케의 데뷔는 1997년 11월 15일 남아프리카공화국에 3 대 0으로 승리를 거두었다. 그는 UEFA 유로 2000와 2002년 FIFA 월드컵에서 독일을 대표하였다.
한일 월드컵에서 링케는 결승전에서 "3R"(호나우두, 히바우두, 호나우지뉴)이 이끄는 브라질에게 2 대 0으로 패한 후 준우승을 한 팀에서 주요 역할을 하였다. 추가적으로 그는 8 대 0으로 사우디아라비아에 승리를 거둔 조별 매치에서 국가대표팀을 위한 자신의 단 하나의 골을 득점하였다.
그 토너먼트 후에 링케는 자신의 국제적 은퇴를 선언하였으나 2004년 다시 한번 국가적 임무를 위하여 소집되었다. 방어 라인으로 다수의 부상을 입은 후에 국가대표팀 감독 위르겐 클린스만은 직접 링케에게 전화를 걸어 은퇴로부터 일시적으로 나오라고 의문하였다. 8월 18일 오스트리아에 3 대 1로 우승한 친선 경기에 나오고 자신의 이름에 43개의 캡과 함께 즉시 은퇴하였다.

## 명예

### 클럽
- 샬케 04
  - UEFA컵 - 1996~97

- 바이에른 뮌헨
  - 분데스리가 - 1998~99, 1999~2000, 2000~01, 2002~03, 2004~05
  - DFB-포칼 - 1999~2000, 2002~03, 2004~05 
 1998~99 (준우승)
  - DFB-리가포칼 - 1998년, 1999년, 2000년, 2004년
  - UEFA 챔피언스리그 - 2000~01 
 1998~99 (준우승)
  - 인터콘티넨털컵 - 2001년
  - UEFA 수퍼컵 - 2001 (준우승)

- 레드불 잘츠부르크
  - 오스트리아 분데스리가 - 2006~07

### 국가대표팀
- FIFA 월드컵 - 2002년 (준우승)